# Listvianka
Listvianka (en russe : Листвя́нка, prononcée/lɪstˈviɑːŋkə/) est une commune urbaine et station balnéaire russe, située dans le raïon d'Irkoutsk dans l'oblast d'Irkoutsk en Sibérie orientale.
Commune du parc national Pribaïkalski, elle est l'une des principales portes au lac Baïkal, la mer sacrée des Bouriates, la plus grande réserve d'eau douce liquide à la surface de la Terre, qui est parfois surnommé la « Perle de Sibérie » et qui est inscrit au patrimoine mondial de l'UNESCO. Considérée comme une destination incontournable sur les rives du lac, cette ville possède à la fois des plages et une station de ski, tout en étant un important centre scientifique, avec l'observatoire astrophysique du Baïkal et le musée du Baïkal. Fondée dans la première moitié du XVIIIe siècle, la localité tire d'abord son essor de sa position sur la route de Sibérie, voie commerciale allant de l'Europe à la Chine.
Sa population, qui s'élevait à 1 884 habitants au 1er janvier 2023, tandis que le nombre de visiteurs annuellement est de 1,5 million, Listvianka étant un devenu un haut lieu de villégiature pendant la période soviétique.

## Géographie

### Situation
Située à 70 km d'Irkoutsk, dans le raïon d'Irkoutsk, à l'endroit où le lac Baïkal donne naissance à la rivière Angara, Listvianka est facilement accessible en autocar ou en ferry. Elle est en train de devenir la principale station touristique du lac.

### Localités limitrophes
Listvianka est limitrophe de seulement 2 localité qui sont :
- Nikola directement au nord de Listvianka, sur la même rive ;
- Baïkal (anciennement appelé Port Baïkal), sur l'autre rive de l'Angara, à l'ouest.

|             | Nikola |  |
| Port Baïkal | Nikola |  |
|             |        |  |

### Climat
Données climatiques :
| Mois                                | jan.  | fév.  | mars | avril | mai  | juin | jui. | août | sep. | oct. | nov. | déc.  | année |
| ----------------------------------- | ----- | ----- | ---- | ----- | ---- | ---- | ---- | ---- | ---- | ---- | ---- | ----- | ----- |
| Température minimale moyenne (°C)   | −18,9 | −16,9 | −9,7 | −2    | 3,1  | 9,8  | 14   | 14,3 | 9,1  | 2    | −5,7 | −13,1 | 1,69  |
| Température moyenne (°C)            | −16,7 | −14,1 | −6,3 | 1,4   | 6,7  | 13   | 16,7 | 16,8 | 12   | 4,5  | −3,3 | −10,7 | 3,75  |
| Température maximale moyenne (°C)   | −14,4 | −11,3 | −3,2 | 4,8   | 10,4 | 16,3 | 19,6 | 19,4 | 14,5 | 6,7  | −1,3 | −8,5  | 5,17  |
| Précipitations (mm)                 | 14    | 10    | 17   | 28    | 46   | 79   | 120  | 117  | 83   | 38   | 34   | 27    | 613   |
| Nombre de jours avec précipitations | 4     | 3     | 4    | 5     | 7    | 8    | 9    | 10   | 9    | 7    | 8    | 7     | 81    |
| Humidité relative (%)               | 72    | 72    | 68   | 65    | 65   | 73   | 80   | 77   | 70   | 66   | 69   | 76    | 71,83 |

| Diagramme climatique                                  |              |            |         |           |           |           |             |           |        |            |             |
| J                                                     | F            | M          | A       | M         | J         | J         | A           | S         | O      | N          | D           |
| −14,4−18,914                                          | −11,3−16,910 | −3,2−9,717 | 4,8−228 | 10,43,146 | 16,39,879 | 19,614120 | 19,414,3117 | 14,59,183 | 6,7238 | −1,3−5,734 | −8,5−13,127 |
| Moyennes : • Temp. maxi et mini °C • Précipitation mm |              |            |         |           |           |           |             |           |        |            |             |

| Mois                              | jan. | fév. | mars | avril | mai | juin | jui. | août | sep. | oct. | nov. | déc. | année |
| --------------------------------- | ---- | ---- | ---- | ----- | --- | ---- | ---- | ---- | ---- | ---- | ---- | ---- | ----- |
| Température minimale moyenne (°C) | 0    | 0    | 0    | 0     | 0   | 2,8  | 8,3  | 15   | 10,8 | 5,5  | 0,9  | 0    | 3,53  |
| Température moyenne (°C)          | 0    | 0    | 0    | 0     | 0,9 | 5,2  | 11,8 | 15,8 | 13,3 | 8    | 2,9  | 0,3  | 4,43  |
| Température maximale moyenne (°C) | 0    | 0    | 0    | 0     | 2,6 | 8,1  | 14,9 | 16,4 | 15,9 | 10,5 | 5,4  | 0,8  | 6,22  |

| Diagramme climatique                                  |     |     |     |        |          |           |          |            |           |          |        |
| J                                                     | F   | M   | A   | M      | J        | J         | A        | S          | O         | N        | D      |
| 080                                                   | 080 | 080 | 080 | 2,6080 | 8,12,880 | 14,98,380 | 16,41580 | 15,910,880 | 10,55,580 | 5,40,980 | 0,8080 |
| Moyennes : • Temp. maxi et mini °C • Précipitation mm |     |     |     |        |          |           |          |            |           |          |        |

## Histoire
Une première mention de la localité remonte à 1773. Listvianka a le statut de commune urbaine depuis 1934.

## Tourisme
Listvianka est une ville très prisée des touristes, tant Russes qu'étrangers. De nombreux hôtels et villas ont été construits récemment ou sont en cours de construction.
La route du Baïkal, qui commence à Irkoutsk, termine dans la commune.
Le musée en plein air de Talzy, situé à 30 km de Listvianka, expose de nombreuses constructions en bois typique de la Sibérie du XIXe siècle. C'est un des plus grands musées en plein air de Russie.
Le Musée limnologique Baïkalski donne un aperçu unique de la flore et la faune de la région, et aborde également l'exploration du lac Baïkal.
L'Église Saint-Nicolas, a été construite en 1846 et a été entièrement restaurée dans les années 1950.

## Population
Recensements (*) ou estimations de la population,:
| 1939* | 1959* | 1970* | 1979* | 1989* | 2002* |
| ----- | ----- | ----- | ----- | ----- | ----- |
| 4 952 | 2 735 | 2 659 | 2 936 | 2 379 | 1 745 |

| 2004  | 2005  | 2006  | 2007  | 2008  | 2009  |
| ----- | ----- | ----- | ----- | ----- | ----- |
| 1 700 | 1 733 | 1 769 | 1 765 | 1 768 | 1 741 |

| 2010* | 2012  | 2013  | 2014  | 2015  | 2016  |
| ----- | ----- | ----- | ----- | ----- | ----- |
| 1 834 | 1 963 | 2 009 | 2 003 | 2 002 | 1 983 |

| 2017  | 2018  | 2019  | 2020  | 2021* | - |
| ----- | ----- | ----- | ----- | ----- | - |
| 1 972 | 1 952 | 1 963 | 1 973 | 1 958 | - |

## Galerie

### Listvyanka

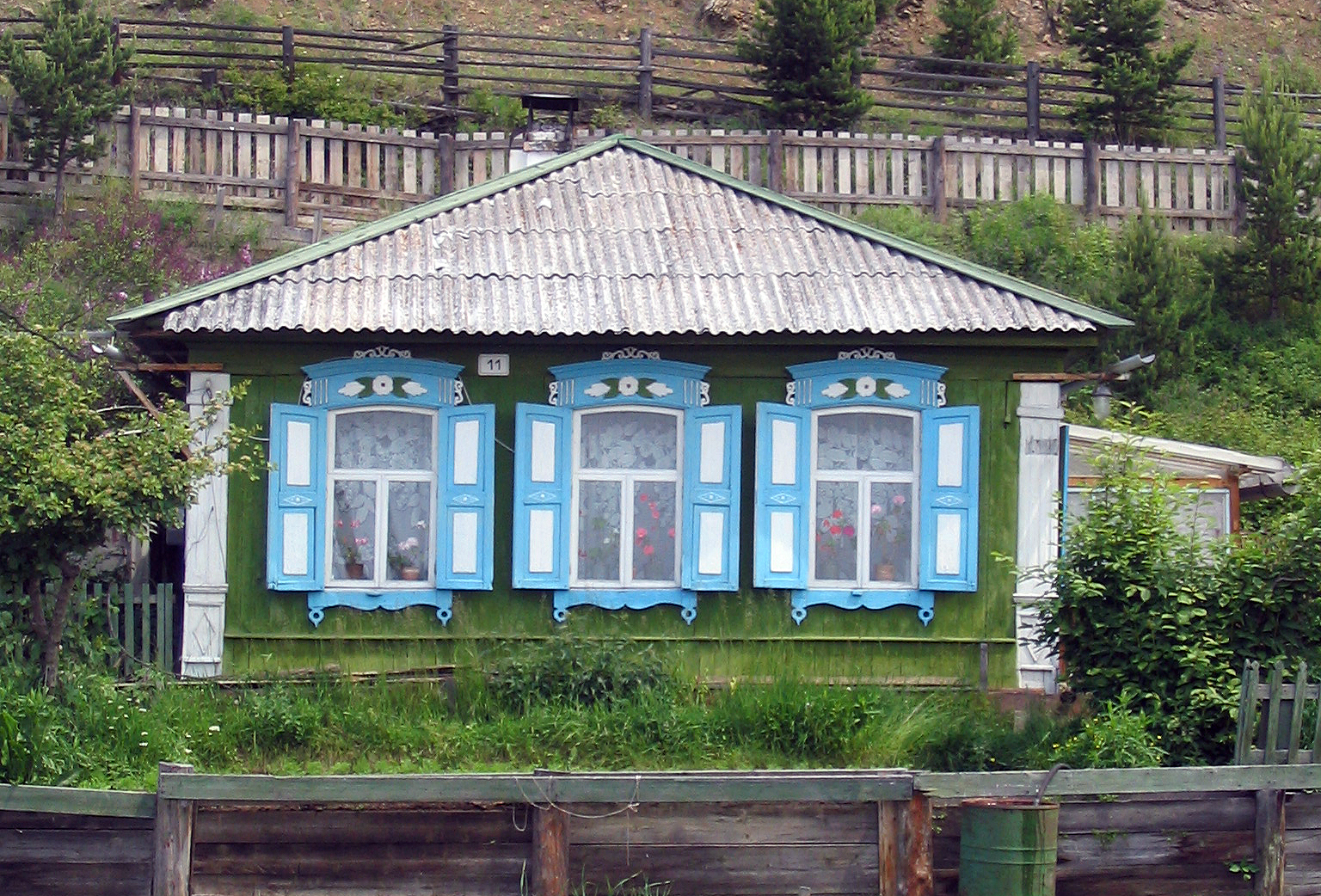
Maison en bois pourvue d'une peinture colorée typique.
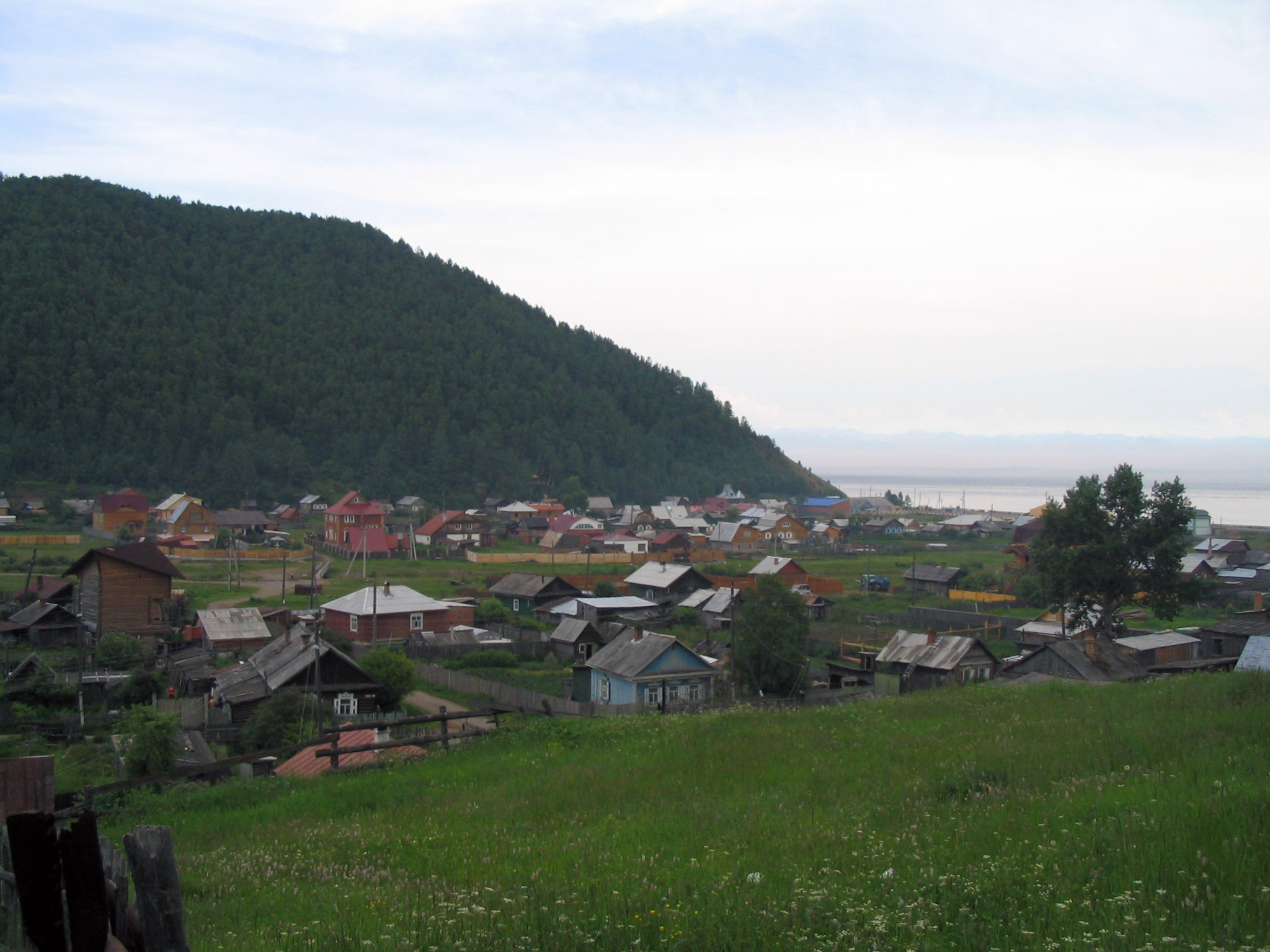
La vallée Krestovka.
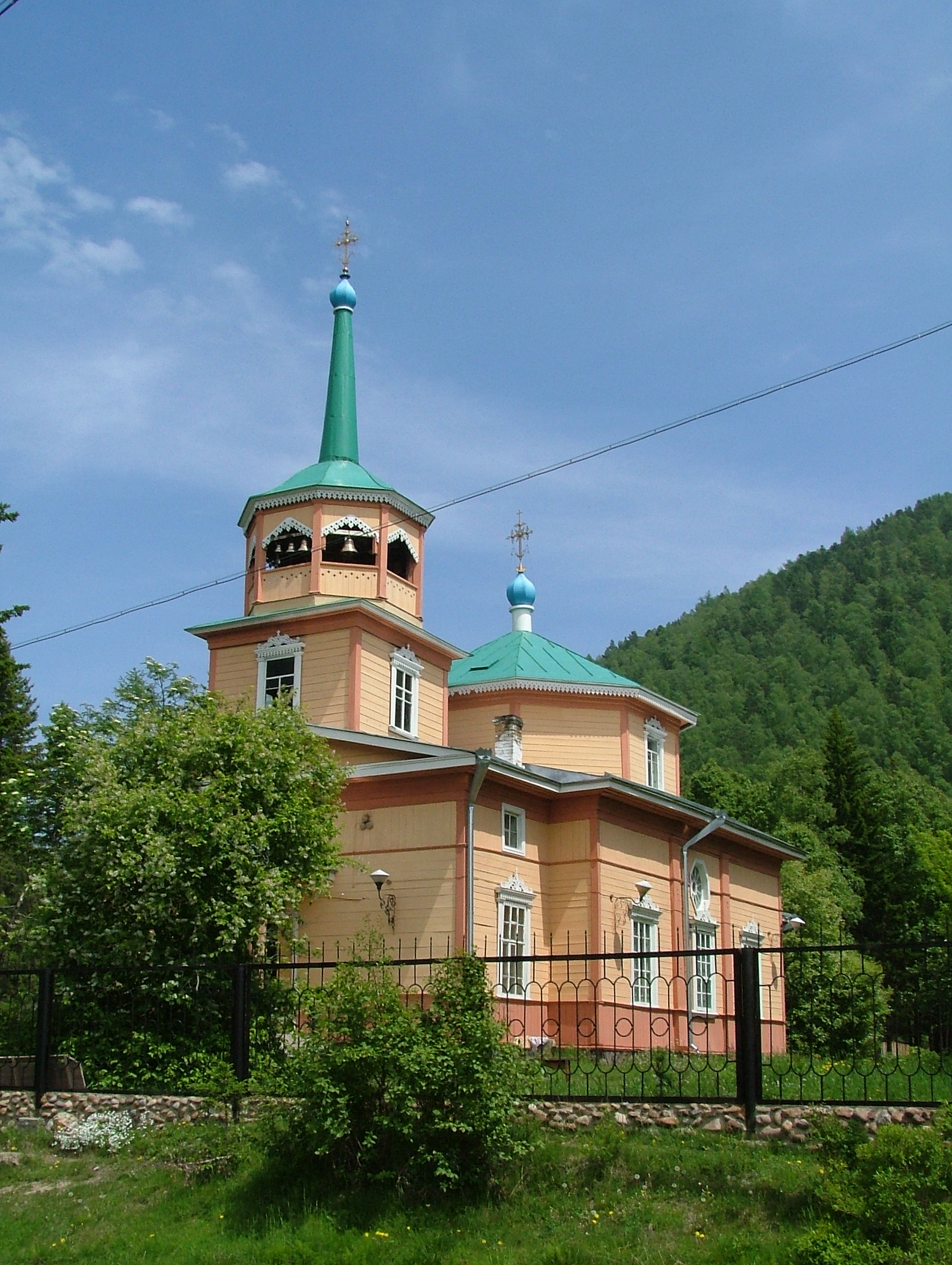
L'Église Saint Nicolas

### Lac Baikal

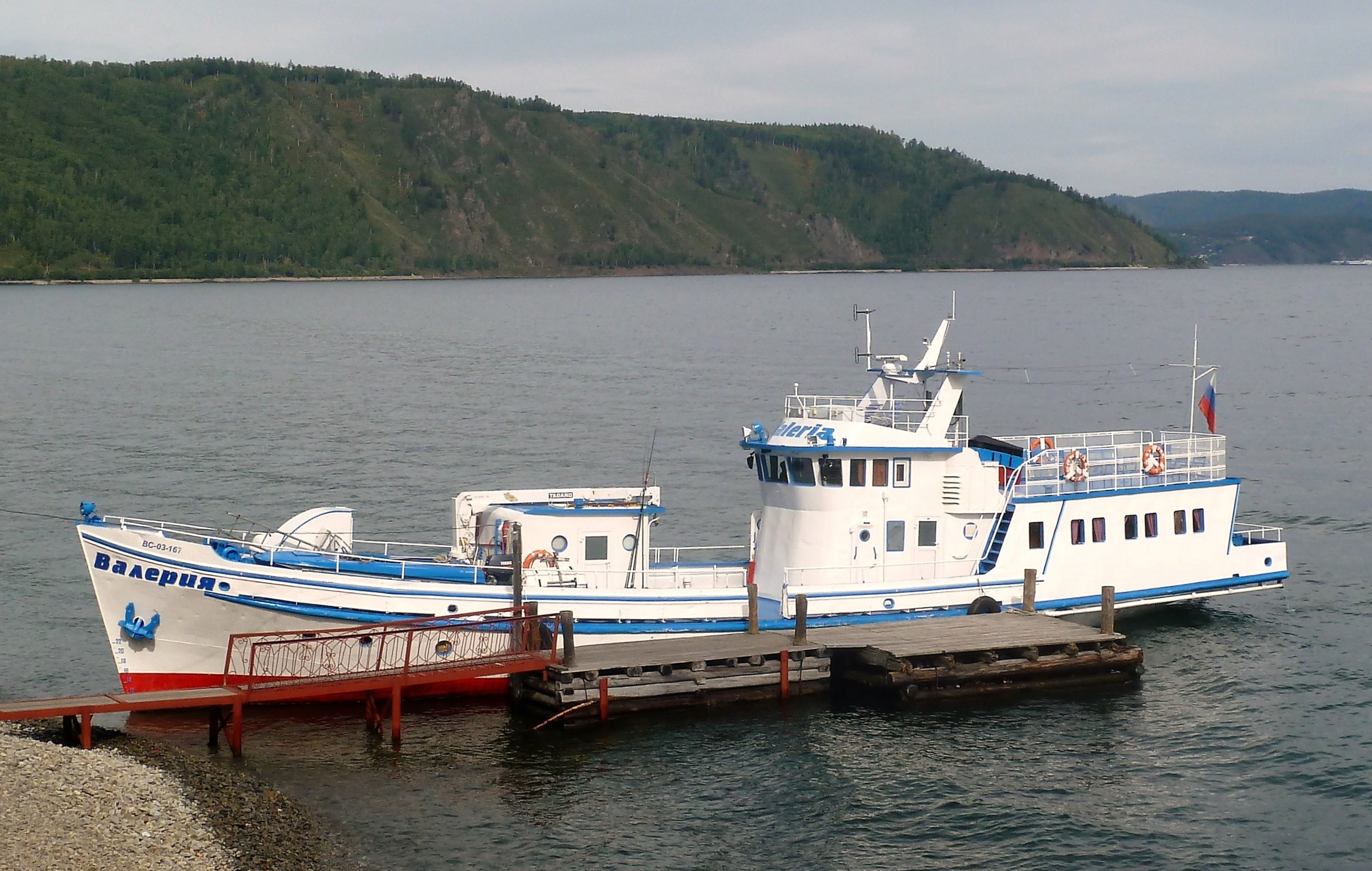
Ferry Valeriya sur le lac Baikal
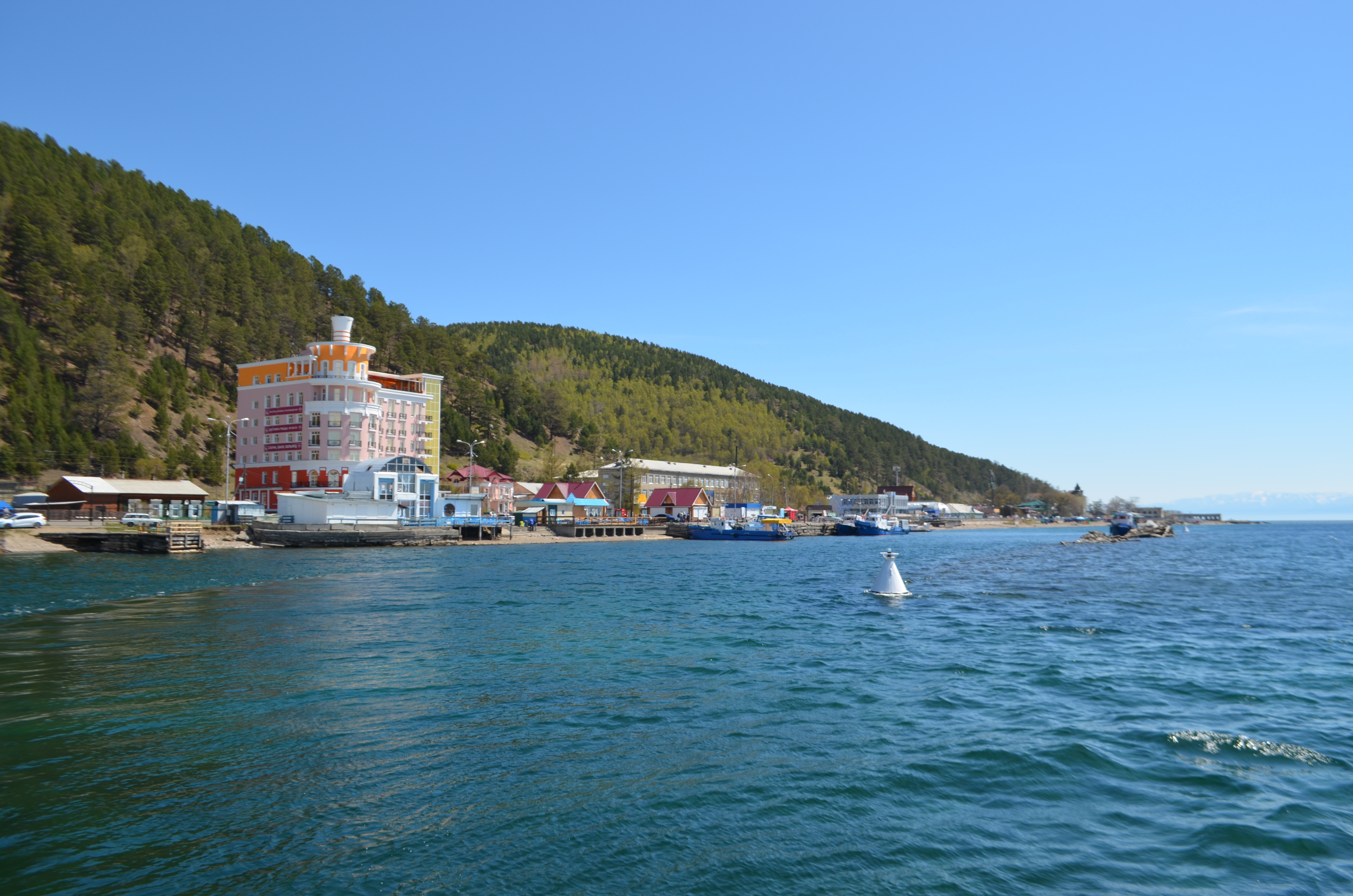
Listvyanka le village
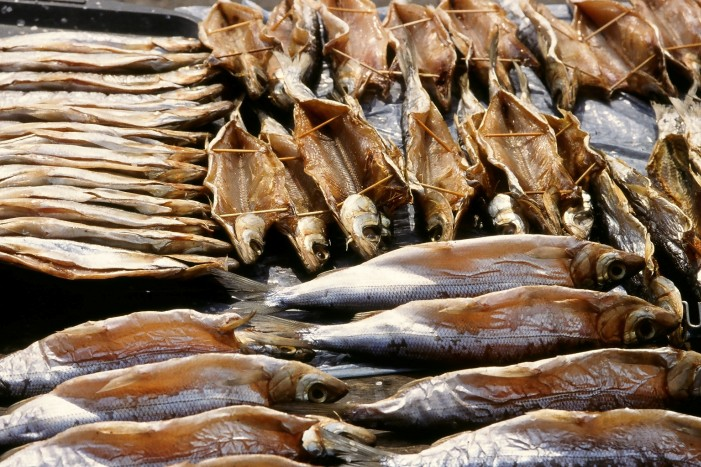
L'omoul, poisson endémique du lac, très apprécié des habitants de la région.